# Dullar
Dullar é uma aldeia situada no distrito de Patiala, Punjab, Índia.

## Demografia
De acordo com o Censo de 2011, Dullar tinha uma população de 1254. Homens e mulheres constituíam 51, 36% e 48, 64%, respectivamente, da população. A alfabetização na época era de 56, 7%. Pessoas classificadas como Scheduled Castes sob o sistema indiano de discriminação positiva representavam 43, 3 por cento da população.